# (24901) 1997 AV20
(24901) 1997 AV20 est un astéroïde de la ceinture principale d'astéroïdes découvert en 1997.

## Description
(24901) 1997 AV20 a été découvert le 11 janvier 1997 à l'observatoire de Kitt Peak, situé dans l'Arizona (États-Unis), par le projet Spacewatch de l’université de l'Arizona.

### Caractéristiques orbitales
L'orbite de cet astéroïde est caractérisée par un demi-grand axe de 2,30 UA, un périhélie de 2,12 UA, une excentricité de 0,08 et une inclinaison de 10,12° par rapport à l'écliptique. Du fait de ces caractéristiques, à savoir un demi-grand axe compris entre 2 et 3,2 UA et un périhélie supérieur à 1,666 UA, il est classé, selon la JPL Small-Body Database, comme objet de la ceinture principale d'astéroïdes.

### Caractéristiques physiques
(24901) 1997 AV20 a une magnitude absolue (H) de 15,6 et un albédo estimé à 0,312.